# IC 4302
IC 4302 — компактная спиральная галактика типа Sc в созвездии Гончие Псы. Поверхностная яркость — 12,7 mag/arcmin². Этот объект входит в число перечисленных в оригинальной редакции «Нового общего каталога».